# Ropalopus clavipes
Ropalopus clavipes là một loài bọ cánh cứng trong họ Cerambycidae.